# Compost cíclic
Un compost cíclic en química orgànica és un compost químic en el qual hi ha una sèrie d'atoms de carboni que estan connectats per formar un llaç o anell. Un exemple ben conegut és el benzè. Quan hi ha més d'un anell en una sola molècula, per exemple en el naftalè, es fa servir el terme "policíclic", i quan hi ha un anell que conté més d'una dotzena d'àtoms, es fa servir el terme "macrocíclic".

## Categorització
Els compostos cíclics poden ser categoritzats:
- Compost alicíclic
  - Cicloalcà
  - Cicloalquè
- Hidrocarbur aromàtic
  - Hidrocarbur aromàtic policíclic
- Compost heterocíclic
- Macrocicle

## Reaccions de tancament d'anell i obertura d'anell

Reacció de anelació de Dieckmann

Alguns conceptes relacionats en síntesi orgànica son ls denominades reaccions de tancament d'anell o reaccions de anelació, en les quals es forma un compost cíclic, i les reaccions d'obertura d'anell en les que s'obre un anell.
Alguns exemples de reaccions de tancament d'anell són:
- Metàtesi de tancament d'anell
- Reacció de ciclització de Nazarov
- Síntesi d'anels grossos de Ruzicka
- Condensació de Dieckmann
- Síntesi de Wenker

Alguns exemples de reaccionsd'obertura d'anell són:
- Un tipus general de reacció de polimerització: la polimerització d'obertura d'anell
- Polimerització de metàtesi per obertura d'anell

## Galeria

El benzè, un compost cíclic.
El naftalè, un compost policíclic simple.
La porfirina, un compost macrocíclic simple.